# Slava mira
Slava mira (Слава мира) è un film del 1932 diretto da Vladimir Vajnštok e Arkadij Kal'catyj.